# Битка при Сяр (1196)
Вижте пояснителната страница за други значения на Битка при Сяр.
Битката при Сяр е битка в 1196 година край град Сяр, в която от българския цар Асен I разбива византийската армия и командващият я севастократор Исак Комнин е пленен.

## Прелюдия
По време на зимата след битката при Сяр в 1195 година българите се оттеглят на север, но същата или вероятно следващата 1196 година, отново се появяват в по долината на река Струма и завземат град Амфиполис, а впоследствие се насочват към Сяр. Срещу тях е изпратена византийска армия под командването на севастократор Исак Комнин.
Византийската войска се увлича в дълъг преход до българските позиции на разстояние 30 стадия (около 5,5 km), поради което пристига небоеспособна за сражението. Летописецът Никита Хониат упреква за това лекомислието на командващия севастократор Исак. Цар Асен разполага „в засади и клопки по-голямата и по-добрата част от войската си“. В хода на битката византийската конница е обградена и византийците понасят тежки загуби, а командирът им е пленен.

## Последици
Византийската армия се разпръсква в бягство и се укрива зад стените на град Сяр.
Византийският стратилат бил пленен от „скит“, както Никита Хониат обикновено нарича куманите или други отвъддунавски конни съюзници на българите. Скитът укрил ценния пленник от Асен, с надеждата тайно да го предаде срещу откуп на императора. Тъй като мълвата се разпространила сред българската армия, Асен I наредил издирване и го открил. В летописите се споменават и други пленници, които били водени „към Мизия“.
Въпреки триумфалното завръщане, по пътя към столицата Търново Асен I е убит от братовчед си Иванко, подкупен от византийците чрез пленения севастократор Исак, според едно от двете обяснения у Никита Хониат. Все пак, Иванко не успява да завземе трона и бяга във Византия.